# Pholidota gibbosa
Pholidota gibbosa là một loài thực vật có hoa trong họ Lan. Loài này được (Blume) Lindl. ex de Vriese miêu tả khoa học đầu tiên năm 1854.